# 琅邪王氏
琅邪王氏（“琅邪”一作“琅琊”），中国中古时期的一个以琅邪郡为郡望的王姓世族。琅邪王氏在汉朝兴起，东晋时期发展为侨姓士族的最高门第，与陈郡谢氏并称“王谢”。现今为江苏，山东，安徽等地王姓的始祖，尤其以苏北至皖北，如徐州萧县一代最盛。

## 簡介
秦朝名将王翦之孙王离死于鉅鹿之战，王离长子王元，為避秦乱，迁于琅邪郡，为琅邪王氏始祖。王元之弟王威则是太原王氏的祖先。
西晉太保王祥給異母弟王覽一把佩刀，並說王覽的後代一定很風光，足以承受這把刀。琅邪王氏在衣冠南渡时为东晋政权的稳固居功至伟，被称为“第一望族”，時人皆谓“王与马，共天下”。整個家族在東晉和南朝共出現過九位皇后，七位駙馬，一位北朝妃嬪。
侯景之乱时，琅邪王氏与陈郡谢氏一起因拒绝与侯景联姻，而受侯景報復性地大屠杀，自此几乎在政局失去影响力；唐朝僅有四人官至宰相（王方慶、王、王璵、王摶）。
據《忠懿王庙碑文》記載：五代十国时期，闽国开国君主王審知是秦朝名将王翦的后代，為瑯琊王氏士族。。

## 家传和谱牒
- 《王氏家牒》十五卷，王方庆撰[4]
- 《家谱》二十卷，王方庆撰
- 《王氏谱》，王方庆撰[5]

## 代表人物
- 王戎
- 王導
- 王敦
- 王羲之
- 王献之
- 王弘
- 王俭
- 王融
- 王褒

## 王览家族
- 王览
  - 王裁，王览长子，抚军长史，镇军司马。
    - 王导
      - 王悦
        - 王琨

      - 王恬
      - 王洽
      - 王协
      - 王劭
        - 王穆

      - 王荟

  - 王基，王览次子，治书侍御史。
    - 王含
      - 王瑜
      - 王应

    - 王敦

  - 王会，王览三子，晋侍御史。
    - 王舒
      - 王晏之
      - 王允之

    - 王邃

  - 王正，王览四子，晋尚书郎。
    - 王廙
      - 王颐之
      - 王胡之
      - 王耆之
      - 王羡之

    - 王旷
      - 王羲之

    - 王彬
      - 王彭之
      - 王丹虎（302年-359年），王彬长女。
      - 王彪之（305年-377年），王彬第三子，字叔虎，小字虎犊，知名，东晋尚书令。
      - 王翘之，王彬子，东晋光禄大夫。
      - 王兴之（310年-340年），王彬子，东晋征西行参军。

  - 王彦，王览五子，晋中护军。
  - 王琛，王览六子，晋国子祭酒。
    - 王棱
    - 王侃

## 傳記資料
- 《晉書》卷32、33、65、76、80、98
- 《南史》卷11、12、21－24
- 《宋書》卷41、42、52、58、60、62、63、66、71、75、85、92、93
- 《南齊書》卷20、23、32、33、42、43、46、47、49、52
- 《梁書》卷7、16、21、33、41、50
- 《陳書》卷7、17、18、21、23
- 《北史》卷42、83
- 《魏書》卷63
- 《周書》卷41
- 《隋書》卷76
- 《新唐書宰相世系表》卷72中